# Galaxy (bioinformatik)
För fler betydelser, se Galaxy.
Galaxy är en mjukvara avsedd för användning inom beräkningsbiologi. Det är en vetenskaplig analysplattform, som är avsedd att göra vetenskapliga datorberäkningar mer robusta och återupprepningsbara, genom att bland annat lagra information om alla parametrar och versioner av verktyg som körts vid en analys. Samtidigt har den syftet att vara lätt att använda för användare utan programmeringskunskap, genom ett lättanvänt webbgränssnitt.